# Прогресс М-57
Прогресс М-57 — транспортный грузовой космический корабль (ТГК) серии «Прогресс», запущен к Международной космической станции. 22-й российский корабль снабжения МКС. Серийный номер 357.

## Цель полёта
Доставка на борт МКС аппаратуры и оборудования для проведения различных экспериментов, а также топлива, продуктов, воды и других расходуемых материалов, необходимых для эксплуатации станции в пилотируемом режиме. В графике сборки и эксплуатации станции этот запуск идёт под индексом 22P.

## Хроника полёта
- 24.06.2006, в 18:08:17 (MSK), (15:08:17 UTC) — запуск с космодрома Байконур;[2]
- 24.06.2006, в 18:17:07 (MSK), (15:17:07 UTC) — отделение корабля от 3-й ступени ракеты-носителя;
- 26.06.2006, в 19:24:36 (MSK), (16:24:36 UTC) — осуществлена стыковка с МКС к стыковочному узлу на агрегатном отсеке служебного модуля «Пирс». Процесс сближения и стыковки проводился в автоматическом режиме;
- 17.01.2007, в 02:29:12 (MSK), (16 января в 23:29:12 UTC) — ТГК отстыковался от орбитальной станции и отправился в автономный полёт.